# 木村美菜
木村 美菜（きむら みな、1月13日 - ）は、関東で活躍しているタレント。オフィスキイワード所属。

## 現在出演中の番組

### テレビ
- 「桂枝太郎のいいじゃん横浜」ナレーション（2016年4月 -、ジェイコム南横浜「デイリーニュース横浜」内）

### ラジオ
- 大江戸ワイドスーパーアフタヌーン（2015年7月 - 2017年9月まで、木曜担当パーソナリティ）[1]

### イベント
- J:COMWonder Girls7（東京スカイツリータウン　東京ソラマチ　J:COMWonder Studio）

## 過去出演した番組

### テレビ
- J:COM　湘南・横浜・三浦半島エリア「夕なび　湘南～横浜」木曜お天気キャスター・リポーター（2013年4月 - 2014年9月、J:COM）
- 「ノッテ！走って！東急バス」MC（2013年5月 - 2014年3月、イッツ・コミュニケーションズ）
- 「デイリー日野」　キャスター（2014年4月 - 2015年5月、J:COM）
- シャキット!（千葉テレビ放送、フィールドキャスター、2015年4月 -  2016年3月）
- Ｊテレスタイル 生中継（J:COM）
- リポーターズネットワーク（リポーター）

### ラジオ
- 「ネッツトヨタ湘南 presents SHONAN JOYFUL DRIVE」レポーター（FMヨコハマ、2014年4月 -  2015年3月 ）

## ナレーション
- 広報日野（2014年4月 -、J:COM）

## その他
- 全日本模型ホビーショー（バンダイブース、影ナレーション、2013年10月12日 - 13日）
- 第1回HORI CUP　Road to FANTASISTA　～『ワールドサッカー　ウイニングイレブン2014』～(総合司会、e-sports SQUARE、2014年1月25日)
- 東京おもちゃショー「アイカツ!ステージで盛り上がりまSHOW」（ステージ司会、 2015年6月20日）） [2]
- 「ガールズ&パンツァーⅣ号戦車 日本上陸作戦です！」（ステージ司会、ベルサール秋葉原、2015年8月29日）
- 「ハイスクール・フリート 第２話先行上映会＆トークショー」（イベント進行、J:COM Wonder Studio、2016年4月16日）
- 「戦国乙女ファン大感謝祭」(ステージ司会・影ナレーション、ベルサール秋葉原、2016年9月23日)

- T-RAX恐竜イベント（ＭＣ）
- LIZ LISAマイメロ1日店長イベント（ＭＣ、大宮アルシェ）
- 洲本温泉と淡路島の観光（ガイドモデル ）